# Риновка
Риновка (рос. Риновка) — село в Тереньгульському районі Ульяновської області Російської Федерації.
Населення становить 5 осіб. Входить до складу муніципального утворення Ясашноташлинське сільське поселення.

## Історія
Від 2004 року входить до складу муніципального утворення Ясашноташлинське сільське поселення.

## Населення
| 2010 |
| ---- |
| 5    |